# Bharat Heavy Electricals
Bharat Heavy Electricals Limited ou BHEL est le principal constructeur de centrales électriques indien. Son chiffre d'affaires est de 3,85 milliards €  et il emploie 39 821 personnes (2017) dans ses établissements indiens. BHEL est une entreprise qui fait partie de l'indice boursier BSE Sensex.

## Produits
La société a 180 lignes de produit rattachées aux catégories suivantes
- Turbines à gaz et à vapeur : la société a une capacité de production de centrales électriques de 20 000 MW ) à rapprocher de la capacité totale de l'industrie indienne de 35 000 MW[4],
- Moteurs électriques,
- Transformateurs
- Échangeurs
- Pompes,
- Électronique de puissance
- Matériel ferroviaire : automotrices électriques, locomotives électriques et diesel
- Cellules photovoltaïques

## Établissements industriels
La société, qui emploie en 2017 près de 40 000 personnes dispose de 17 implantions industrielles réparties sur toute l'Inde. Les principaux établissements sont :
- Tiruchirappalli  : chaudières,
- Bhopal : matériel électrique de puissance,
- Ranipur (Haridwar) : machines de production électrique,
- Hyderabad : turbines à gaz et à vapeur,
- Ranipet : auxiliaires de chaudière,
- Jhansi : transformateurs,
- Bangalore : division électronique